# Кошоктон (округ, Огайо)
Шаблон:StateAbbr_ 40°18′ пн. ш. 81°55′ зх. д. / 40.3° пн. ш. 81.92° зх. д.
Округ  Кошоктон (англ. Coshocton County) — округ (графство) у штаті  Огайо, США. Ідентифікатор округу 39031.

## Історія
Округ зформованийв 31 січня 1810 року з частин округів Маскінґам і Таскарвас, і пізніше реорганізавний 1811 .

## Демографія
За даними перепису 
2000 року 
загальне населення округу становило 36655 осіб, зокрема міського населення було 14992, а сільського — 21663.
Серед мешканців округу чоловіків було 17905, а жінок — 18750. В окрузі було 14356 домогосподарств, 10168 родин, які мешкали в 16107 будинках.
Середній розмір родини становив 3,01.
Віковий розподіл населення поданий у таблиці:
| Стать    | До 15 років | 15-21 | 22-29 | 30-39 | 40-49 | 50-65 | 65-85 | Понад 85 |
| -------- | ----------- | ----- | ----- | ----- | ----- | ----- | ----- | -------- |
| Чоловіки | 3955        | 1897  | 1605  | 2432  | 2817  | 2968  | 2065  | 166      |
| Жінки    | 3864        | 1697  | 1539  | 2570  | 2772  | 3164  | 2731  | 413      |

## Суміжні округи
- Голмс — північ
- Таскарвас — схід
- Гернсі — південний схід
- Маскінґам — південь
- Лікінґ — південний захід
- Нокс — захід

## Виноски
1. ↑  Ohio: Individual County Chronologies. Ohio Atlas of Historical County Boundaries. The Newberry Library. 2007. Архів оригіналу за 6 квітня 2016. Процитовано 12 лютого 2015.
2. ↑  U.S. Decennial Census. United States Census Bureau. Архів оригіналу за 26 квітня 2015. Процитовано 7 лютого 2015.
3. ↑  Historical Census Browser. University of Virginia Library. Архів оригіналу за 11 серпня 2012. Процитовано 7 лютого 2015.
4. ↑  Forstall, Richard L., ред. (27 березня 1995). Population of Counties by Decennial Census: 1900 to 1990. United States Census Bureau. Архів оригіналу за 14 лютого 2015. Процитовано 7 лютого 2015.
5. ↑  Census 2000 PHC-T-4. Ranking Tables for Counties: 1990 and 2000 (PDF). United States Census Bureau. 2 квітня 2001. Архів оригіналу (PDF) за 18 грудня 2014. Процитовано 7 лютого 2015.
6. ↑  State & County QuickFacts. United States Census Bureau. Архів оригіналу за 5 вересня 2015. Процитовано 7 лютого 2015.(англ.) Наведено за англійською вікіпедією.
7. ↑  American FactFinder. Бюро перепису населення США. Архів оригіналу за 29 липня 2011. Процитовано 31 січня 2008.

| США | Це незавершена стаття з географії США. Ви можете допомогти проєкту, виправивши або дописавши її. |